# Žeževica
Žeževica falu Horvátországban Split-Dalmácia megyében. Közigazgatásilag Šestanovachoz tartozik.

## Fekvése
Splittől légvonalban 40, közúton 61 km-re keletre, Makarskától légvonalban 18, közúton 38 km-re északnyugatra, községközpontjától 3 km-re keletre a dalmát Zagora területén, egy hegyvonulat által kettéosztott karsztos fennsíkon fekszik. A fennsík déli része valamivel alacsonyabb fekvésű, mint az északi rész. A településen áthaladó út nyugat felé a 39-es számú főútba, míg keleti irányban a Grabovac irányában a 62-es számú főútba csatlakozik. A térség látképe felett a hegyes Orje nevű részen álló plébániatemplom uralkodik.

## Története
Az ember itteni korai jelenlétéről számos régészeti lelet tanúskodik. Újkőkori régészeti lelőhely Orje neolitikumi vára a település közelében. A vaskor emléke Trbotor várának romja Žeževica mellett. Az első ismert itt élt nép az illírek egyik törzse a dalmaták voltak, akik a magaslatokon épített, jól védhető erődített településeikben laktak. Innen könnyen ellenőrizni tudták a környező vidéket. Többségük állattartással foglalkozott, kisebb részük pedig földművelésből élt. A rómaiak csak hosszú ideig tartó harcok után hódították meg ezt a vidéket, melyek az i. e. 156. évtől egészen 9-ig tartottak. Az illírek elleni 9-ben aratott végső győzelem után Dalmáciára békésebb idők következtek, mely időszak 378-ig a nagy népvándorlásig tartott. Az illír lakosság nagy gazdasági fejlődésen ment át és romanizálódott. A római korból néhány pénzérme maradt fenn a település területén. A mai horvátok ősei a 7. században (626 körül) az avar hódítás után érkeztek ide. Az ő emléküket őrzi a Strigovon talált karoling kori kard. A Horvát Királyság uralma a 10. század első felétől kétszáz évig tartott, ezután a többi horvát területtel együtt a 12. század elején a magyar királyok fennhatósága alá került.
A 14. században területe a nagy kiterjedésű radobiljai plébániához tartozott, melyet 1376-ban egy birtokper kapcsán említenek először. Ebben az időszakban a Nenadićok voltak a térség urai, akik 1382-ben I. Tvrtko bosnyák királytól kapták adományként. A 15. század első felében e terület gyakran volt színtere a horvát és bosnyák hadak, illetve a Velencei Köztársaság közötti összecsapásoknak. 1408-ban Ostoja bosnyák király a Radivojević testvéreknek adta. 1420-ra egész Dalmácia a Velencei Köztársaság uralma alá került. 1463-ban a török meghódította a szomszédos Boszniát, majd 1471-re ez a terület is az Oszmán Birodalom fennhatósága alá került. A lakosság nagy része délre a tengermellékre, főként Poljica, Kaštel és a Brać-sziget környékére menekült. Kreševo, Katuni és Žeževica területe többször volt a horvátok és a velenceiek véres törökellenes támadásainak színtere. 1572-ben a poljicai születésű Ugrinović püspök török ellenes felkelést robbantott ki, melynek során rövid időre a térség velencei kézre került. 1573-ban azonban már újra török kézen volt és a török hadak végigpusztították vidékét. Az 1699-es karlócai béke északi részét török kézen hagyta, míg a déli rész velencei uralom alá került. Gornja Žeževica végleges felszabadulása csak az újabb velencei-török háborút lezáró pozsareváci békével 1718-ban történt meg. Ezután a falu a duarei, vagy másképpen zadvarjei plébánia területéhez tartozott, de a 18. századtól saját káplánja volt, aki az anyakönyveket is vezette. A velencei uralomnak 1797-ben vége szakadt és osztrák csapatok vonultak be Dalmáciába. 1806-ban az osztrákokat legyőző franciák uralma alá került, de Napóleon lipcsei veresége után 1813-ban újra az osztrákoké lett. A településnek 1857-ben 740, 1910-ben 1295 lakosa volt. 1918-ban az új szerb-horvát-szlovén állam, majd később Jugoszlávia része lett. A helyi plébániát 1941-ben alapították. A háború után a szocialista Jugoszláviához került. A lakosság elvándorlása az 1960-as évektől vette kezdetét. 1991 óta a független Horvátországhoz tartozik. Az 1990-es évek óta lakossága rohamosan csökkent. 2011-ben a településnek 350 lakosa volt.

## Lakosság
| Lakosság változása | Lakosság változása | Lakosság változása | Lakosság változása | Lakosság változása | Lakosság változása | Lakosság változása | Lakosság változása | Lakosság változása | Lakosság változása | Lakosság változása | Lakosság változása | Lakosság változása | Lakosság változása | Lakosság változása | Lakosság változása |
| ------------------ | ------------------ | ------------------ | ------------------ | ------------------ | ------------------ | ------------------ | ------------------ | ------------------ | ------------------ | ------------------ | ------------------ | ------------------ | ------------------ | ------------------ | ------------------ |
| 1857               | 1869               | 1880               | 1890               | 1900               | 1910               | 1921               | 1931               | 1948               | 1953               | 1961               | 1971               | 1981               | 1991               | 2001               | 2011               |
| 740                | 1.216              | 837                | 1.241              | 1.171              | 1.295              | 1.460              | 1.374              | 1.281              | 1.068              | 1.019              | 957                | 652                | 608                | 461                | 350                |

## Nevezetességei
- Szent György vértanú tiszteletére szentelt plébániatemploma[5] az orjei településrészen, egy szép fekvésű magaslaton található. A templomot 1754-ben faragott kövekből építették, felszentelését 1768. június 9-én Garagnin érsek végezte, aki a templom búcsúnapjának október 28-át, Szent Simon és Júdás Tádé apostolok ünnepét rendelte. A felszentelést megörökítő kőlap a templom homlokzatába volt befalazva. Az 1935-ös felújítás során olyan súlyosan megsérült hogy el kellett távolítani. Helyére 2001-ben az akkori plébános Matko Džaj készíttetett azonos feliratú táblát. A templom kezdetben a mainál kisebb volt. Legrégebbi része a mai hajó közepét alkotja. 1935-ben az isztriai születésű Pavol Franchini tervei szerint jelentősen bővítették. Ekkor épült meg a mai szentély és a homlokzat felé elő rész. A homlokzat közepén látható a piramis záródású harangtorony, melyben három harang található. A templomnak három, kőből és márványból készített oltára van. A főoltáron Szent György olajjal vászonra festett képe látható. A főoltár előtti szembemiséző oltár fából van faragva, a spliti Andre Kukoč munkája. A mellékoltárok a Kármelhegyi boldogasszony és Szent Rókus tiszteletére vannak szentelve, rajtuk a szentek szobraival. A hajó falán Szent Balázs, Szűz Mária és Szent József szobrai találhatók. Az épületet 1982-ben teljesen felújították. A hajó feletti tetőt alumínium lemezekkel, a szentélyt rézzel fedték. A diadalív mozaikképei és a festett üvegablakok Andre Kukoč munkái.
- A templomudvar északi oldalán található a Lourdes-i Szűzanya kápolnája, melyet 1997-ben építtetett Ante Karoglan plébános. A kápolna barlangbelsőt ábrázol, oltára felett a Szűzanya, alatta pedig Szent Bernadett szobrával. A kápolna közelében található kőkeresztet is a kápolna építésének évében emelték felirata szerint hálából, hogy a honvédő háborúban a plébánia területéről senki sem esett el. A kápolna közelében Szent II. János Pál pápa és boldog Alojzije Stepinac mellszobrai láthatók.
- Bolčići nevű településrészén fennmaradt egy a tájegységre jellemző, nyitott udvar köré épített lakó- és gazdasági épületegyüttes. Az U alakú elrendezés egymásra támaszkodó, összeépített épületekből áll. A komplexum helyi, szabálytalanul faragott, különböző méretű kőtömbökből épült, gondosan összeillesztve, vékony kötőanyaggal összekötve és sorokba rendezve. Az építés módja a helyi építők ügyességét dicséri.[6]